# Cistus psilosepalus
Cistus psilosepalus é uma espécie de planta com flor pertencente à família Cistaceae. 
A autoridade científica da espécie é Sweet, tendo sido publicada em Cistineae pl. 33. 1826.

## Portugal
Trata-se de uma espécie presente no território português, nomeadamente em Portugal Continental e no Arquipélago da Madeira.
Em termos de naturalidade é nativa de Portugal Continental de introduzida no Arquipélago da Madeira.

## Protecção
Não se encontra protegida por legislação portuguesa ou da Comunidade Europeia.